# Urduch
Urduch (ryska: Ордюч) är en ort i Azerbajdzjan.   Den ligger i distriktet Quba Rayonu, i den nordöstra delen av landet, 130 km nordväst om huvudstaden Baku. Urduch ligger 1 118 meter över havet och antalet invånare är 200.
Terrängen runt Urduch är varierad, och sluttar österut. Närmaste större samhälle är Konakh-Kent, 7,0 km sydväst om Urduch. 
Trakten runt Urduch består i huvudsak av gräsmarker. Runt Urduch är det ganska glesbefolkat, med 47 invånare per kvadratkilometer.